# Macralymma
Macralymma is een monotypisch geslacht van kevers uit de familie van de kortschildkevers (Staphylinidae).

## Soort
- Macralymma punctiventris Cameron, 1945